# Verklikkerlicht bij Wester-Schouwen

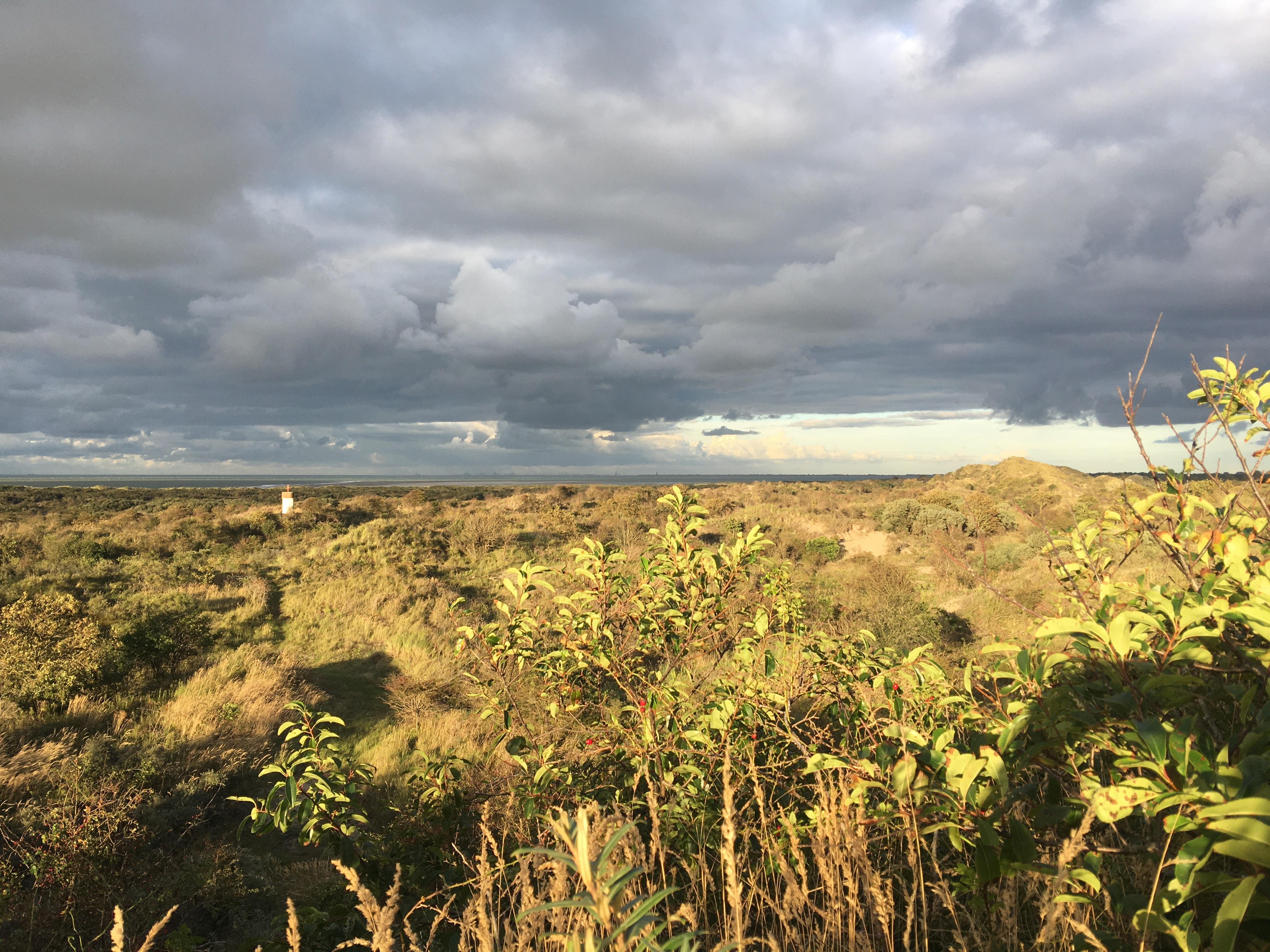
Verklikkerlicht

Het Verklikkerlicht bij Wester-Schouwen is een voormalige lichtopstand in de Verklikkerduinen in Burgh-Haamstede.
Sinds 1848 brandde er op deze locatie een verklikkerlicht voor de scheepvaart. Aanvankelijk bevond het licht zich in een koepel aan de gevel van een woning, het verklikkerhuis. Omstreeks 1912 werd het licht verplaatst naar een houten torentje in de duinen in de nabije omgeving van het huis.
In de Tweede Wereldoorlog zijn zowel het torentje als het oude verklikkerhuis vernietigd. Na de oorlog werd het licht opnieuw ontstoken op een in 1948 gebouwd rond betonnen torentje van 3,8 meter hoog. Ook het verklikkerhuis werd herbouwd, compleet met een koepel in de gevel. Op het huis is een plaquette aangebracht over de geschiedenis van dit huis.
Het opstand had een vast wit licht met een rode sector. De lichthoogte was 14 meter boven zeeniveau en het licht had een bereik van 9 zeemijlen.
In 1996 is het licht gedoofd en werd de verlichtingsinstallatie verwijderd. De familie Sillem, die het huis vóór de oorlog als recreatiewoning huurde, herbouwde het huis en nam het in 1948 weer in gebruik. Op haar initiatief is in 2012 een armatuur gemaakt van restmateriaal en een lamp gemonteerd die op zonne-energie werkt. Het licht schijnt niet richting zee om het scheepsverkeer niet te verwarren. Het terrein is niet voor publiek toegankelijk.